# 黃靜文
黃靜文（英語：Adeline Wong Ching-man，1964年9月9日—），前任香港政制及內地事務局副局長。

## 生平
於1990年11月加入香港政府政務職系，並於2008年4月晉升為首長級乙級政務官。黃靜文曾在多個決策局及部門服務，包括政務司司長辦公室、前工商及科技局、前貿易署、前工商科及前經濟科。
黃靜文曾任的主要職位如下：
- 政務司司長政務助理
- 資訊科技及廣播局 首席助理局長
- 工商及科技局首席助理秘書長[2]
- 民政事務總署副署長 （2007年－2009年10月）
- 香港中華廠商聯合會行政總裁（2013年7月－2015年5月）